# منتخب سان مارينو لكرة القاعدة
منتخب سان مارينو لكرة القاعدة (بالإيطالية: Nazionale di baseball di San Marino)‏ هو ممثل سان مارينو الرسمي في المنافسات الدولية في كرة القاعدة .